# Шендрік Антон Сергійович
Антон Сергійович Шендрік (нар. 26 травня 1986, Сімферополь, Україна) — український футболіст, захисник.

## Життєпис
В ДЮФЛ виступав за сімферопольську «Таврію». Сезон 2004/05 провів у дублі «Таврії», в молодіжній першості провів 13 матчів. Влітку 2005 року перейшов в ялтинський «Ялос». Після розпаду команди перейшов в красноперекопський «Хімік».
Пізніше грав за «Сталь» з Дніпродзержинська. Взимку 2008 року перейшов в луцьку «Волинь», в команді не провів жодного матчу і в травні 2008 року провів 2 матчі в чемпіонаті ААФУ за сімферопольський «Чорноморнафтогаз». Влітку 2008 року перейшов в сімферопольський «ІгроСервіс».
Взимку 2009 року перейшов до ужгородського «Закарпаття». У сезоні 2008/09 допоміг «Закарпаттю» виграти першу лігу і вийти в прем'єр-лігу. У Прем'єр-лізі дебютував 26 липня 2009 року в матчі проти полтавської «Ворскли» (1:3), в тому матчі забив гол. Цей гол був першим м'ячем «Закарпаття» у прем'єр-лізі сезону 2009/10. З 2011 по 2012 роки виступав за київську «Оболонь».
Влітку 2012 року перейшов в клуб «ПФК Олександрія». У сезоні 2012/13 він разом з командою став бронзовим призером першої ліги України, клуб поступився лише алчевської «Сталі» та «Севастополю». Шендрик зіграв в 16 іграх. У сезоні 2013/14 він разом з командою став срібним призером першої ліги України, клуб поступився лише донецькому «Олімпіку», і вийшов у прем'єр-лігу. Шендрік в цьому сезоні взяв участь в 24 іграх, в яких забив 1 гол.
Наприкінці липня 2020 року, по завершенні контракту з «Олександрією», залишив розташування клубу. За словами головного тренера «городян» Володимира Шарана причиною відходу були психологічні проблеми, оскільки родина Антона й надалі проживає в окупованому росіянами Криму.
31 липня 2020 року переїхав на тимчасово окупований півострів і підписав контракт з місцевою «Кримтеплицею», яка виступала в так званій Прем'єр-лізі Криму. Згодом грав за інші місцеві команди «Гвардієць», «Євпаторія» та «ТСК-Таврія».

## Досягнення
- Переможець Першої ліги України (1): 2014/15
- Срібний Першої ліги України (1): 2013/14
- Бронзовий призер Першої ліги України (1): 2012/13